# Борромео
Семья Борромео — известное аристократическое семейство Милана. Его представители до сих пор играют важную роль в городе, а также в окрестностях Лаго-Маджоре. Среди известных представителей этого семейства можно вспомнить святого Карло Борромео и кардинала Федерико Борромео.

## Происхождение
До конца XIV века семья Борромео носила фамилию «Виталиани» и вела своё происхождение из Падуи. Семья выводит своё происхождение (хотя исторических подтверждений этому нет) от христианской мученицы Иустины Падуанской, которая, согласно легенде, была убита во время гонений императора Диоклетиана на христиан в 303 году. В 1406 году Виталиано Виталиани был усыновлён своим дядей по матери Джованни Борромео, у которого не было детей. Условием усыновления было то, что усыновлённый примет фамилию «Борромео». Таким образом, он стал основателем знаменитой миланской фамилии, войдя в историю как Виталиано I.
Джованни Борромео был богатым миланцем, который занимался торговлей и банковскими операциями. Головная контора банка находилась в Венеции, а её отделения были в Милане, Риме, Брюгге и Лондоне.

## Семья Борромео
Виталиано продолжил дело дяди, открыв в 1416 году два новых филиала банка — в Бургосе и в Барселоне. В 1418 году он получил миланское гражданство и стал казначеем Миланского герцогства.
В 1432 году Виталиано Борромео построил дворец за пределами города (нынешний Замок Борромео в Пескьера-Борромео). В 1439—1440 годах Филиппо Мария Висконти одарил Виталиано различными землями, включая Арону на озере Лаго-Маджоре, и в 1445 году благодаря этому владению Виталиано Борромео стал графом. Будучи фаворитом герцога Филиппо Мария Висконти, Виталиано получил различные земли в районе Лаго-Маджоре. Позднее он добился расположения и Франческо Сфорцы, который, помимо всего прочего, в 1449 году подарил ему Анджеру.
После Виталиано I в семье Борромео были и другие великие люди.
1. Джованни I «Справедливый» (ум.ок.1495) разбил швейцарцев в битве при Креволе. Его сыновья: 
  1. Ланчилотто Борромео (ум.1513), который был сенатором при Людовике XII
  2. Лудовико I (ум.1527), который в построенном им замке Кастелло делла Виталиана выдержал нападение Сфорца. Его сын:
    1. Камилло I Борромео (ум.1549) был губернатором провинции Комо, а затем — провинции Павия. Его сын:
      1. Джованни Батиста I Борромео был сеньором Каннобио и женился на Джулии Сансеверино.

  3. Джильберто I, который также был сановником французского короля. Его сын:
    1. Федерико I Борромео женился на Веронике Висконти. Его дети:
      1. Джильберто II Борромео (ум.1558) был губернатором Лаго-Маджоре. Его второй женой была Маргарита Медичи ди Мариньяно, которая являлась сестрой папы Пия IV и кондотьера Джанджакомо Медичи ди Мариньяно, известного под прозвищем «Маленький доктор». Его сыновья:
        1. Джильберто II были святой Карло Борромео
        2. Федерико II Борромео (ум.1562), который женился на Вирджинии делла Ровере, герцогине Урбинской.

      2. Джулио Чезаре I (ум.1572), который женился на Маргарите Тривульцио. Его сыновья:
      3. Ренато I Борромео (ум.1608). Его сыновья:
        1. Джулио Чезаре II Борромео (ум.1638), воин. Его сын:
          1. кардинал Федерико V Борромео (ум.1673).

        2. Карло III Борромео (ум.1652), женившийся на Изабелле д’Адда, который был первым, начавшим работы по преобразованию острова Изола-Белла на озере Лаго-Маджоре. Его сыновья:
          1. кардинал Джильберто Борромео (Джильберто II Борромео, ум.1672)
          2. Ренато II Борромео (ум.1685), который был женат на Джулии Арезе. Среди детей Ренато II и Джулии Арезе были:
            1. Карло IV Борромео (или Борромео-Арезе, ум.1734), который был вице-королём Неаполя, и дважды был женат на родственницах папы: в первый раз — на Джованне из рода Одескальки, племяннице Бенедетто Одескальке, который впоследствии стал папой Иннокентием XI; во второй раз — на Камилле из рода Барберини, внучке папы Урбана VII. Его сыновья:
              1. Джованни Бенедетто Борромео (ум.1744). Его сыновья:
                1. Ренато III (ум.1788), женившийся на Марианне Одескальки. Его сын:
                  1. Джильберто V (ум.1837). Его сыновья:
                    1. кардинал Ренато V
                    2. литератор Виталиано VIII (ум.1874), женившийся на Марии д'Адда, который был известен своей патриотической деятельностью; он также внёс дальнейшие улучшения в Дворец Борромео на Изола-Белла. Его сыновья:
                      1. Эдоардо Борромео
                      2. Джильберто VI Борромео (ум.1844)
                      3. сенатор Итальянского королевства Гвидо Борромео (1818—1890)
                      4. Эмилио Борромео

                2. Франческо IV (ум.1775)

              2. Федерико VI (ум.1779)

            2. Джильберто IV Борромео (ум.1740), кардинал и граф-епископ Новары.

          3. Виталиано VI Борромео (ум.1690), который создал проект большого преобразования острова Изола-Белла.

      4. кардинал Федерико Борромео (Федерико III), которого увековечил Мандзони, и который определял судьбы Милана как в политической, так и культурной жизни. Федерико поддержал дело своего кузена Карло.

## Резиденции и дворцы семьи Борромео
- Дворец Борромео на острове Изола-Белла
- Дворец Арезе-Борромео в Чезано-Мадерно
- Вилла Висконте Борромео Арезе в Лайнате
- Вилла Святого Карло Борромео в Сенаго
- Дворец Габриэлли-Борромео в Риме, перестроенный кардиналом Виталиано Борромео (1720—1793)
- Вилла Борромео в Сан-Кашано-ин-Валь-ди-Пеза на виа Борромео, 110
- Замок Борромео в Ориджо
- Замок Борромео в Корнелиано-Бертарио
- Замок Борромео в Анджере
- Замок Борромео в Пескьера-Борромео
- Замок Борромео в Камайраго
- Замок Борромео в Кассано-д’Адда
- Борромейские острова

## Прочие памятники, связанные с семьёй Борромео
- Памятник святому Карло Борромео в Ароне.

## Геральдическая символика семьи Борромео
Герб семьи Борромео довольно сложен, на нём присутствует много символов.
Наиболее известен девиз «Humilitas», подчёркивающий благочестивость и религиозность семьи, из которой вышли святой Карло Борромео и кардинал Федерико Борромео. Данный девиз демонстрирует приверженность семьи идеям Контрреформации и верность папам. Девиз написан вертикальным готическим шрифтом, что символизирует добродеятель и скромность перед Богом.
Другой повторяющийся символ — это лежащий верблюд, на спине которого помещён древняя корона. Это — один из самых старых символов семьи, введённый Виталиано I в память о своём дяде по матери Джованни Борромео. Данный символ означает терпение и преданность.
Единорог связан с политической мощью семьи: он является символом большого влияния Виталиано I, которое признавал Филиппо Мария Висконти. На самом деле этот единорог частенько поворачивался против змеи (геральдический символ семьи Висконти).
Элементы конской упряжи символизируют то, что мягкая сила может остановить грубое насилие. Эти символы введены в память о военной силе, продемонстрированной Джованни Борромео, который в 1487 году остановил швейцарцев в битве при Креволе.
Кедр символизирует красоту и разнообразие растений, цветущих во владениях Борромео.